# Huawei AppGallery

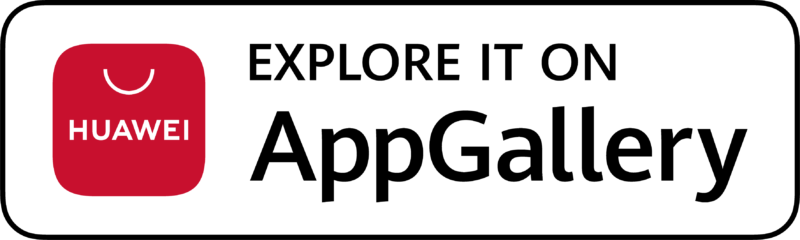
Емблема AppGallery з написом «Досліджуй AppGallery»

AppGallery — магазин додатків від Huawei, який дозволяє власникам пристроїв Huawei, HONOR та інших брендів завантажувати й купувати різноманітні застосунки, книги, фільми, музику, ігри тощо.
AppGallery є частиною екосистеми Huawei Mobile Services. Станом на жовтень 2020 року платформа Huawei AppGallery входить у трійку  глобальних магазинів додатків з аудиторією в понад 700 млн користувачів у більш ніж 170 країнах Європи, Латинської Америки, Канади, Близького Сходу та Африки. В Україні у вересні 2020 року кількість щомісячних активних користувачів становила 745 000 осіб. Над розвитком Huawei AppGallery працюють понад 1,8 млн глобальних розробників.

## Передумови створення
У травні 2019 року Google заявила, що припиняє співпрацю з Huawei через рішення 45-го президента США Дональда Трампа внести Huawei до «чорного» списку Департаменту торгівлі США. Так Huawei втратила доступ до мобільних сервісів Google — Google-карт, Chrome, YouTube, Google Play та інших.
Проте Huawei AppGallery офіційно було представлено користувачам всього світу ще до санкцій, у 2018 році. Спершу сервіс тестувався у Китаї, на рідному ринку Huawei.
Компанія заявляє, що вже інвестувала 1,5 млрд доларів США у створення й масштабування своєї екосистеми Huawei Mobile Services, до складу якої входить AppGallery.

## Співпраця з розробниками
Нині розробникам доступні 46 наборів інструментарію (кітів), серед яких — для аналітики, реклами, вбудованих платежів, пуш-повідомлень, машинного навчання, доповненої реальності, аудіо, роботи камери, мобільної безпеки тощо.
В локальних офісах Huawei з'явився відділ, який займається мобільними сервісами та магазином додатків AppGallery. В його складі — розробники, локальна техпідтримка, яка допомагає бізнесам зайти в магазин зі своїм додатком, команда з маркетингу тощо. В Україні команда HMS розпочала діяльність на початку 2020 року.
Прикладом успішної колаборації з розробниками є поява в AppGallery додатків таксі-сервісу Bolt, медіасервісу для перегляду відео Megogo та погодного сервісу RainViewer, котрий вже 3 роки є надзвичайно популярним на ринках Європи та Азії.
Першим повністю інтегрованим українським додатком став сервіс Radar Screen для діагностики екрана смартфона.

## Навігація
У Huawei AppGallery додатки поділені за 18 категоріями, зокрема новини, соціальні мережі, розваги тощо.

## Локальні додатки
Станом на жовтень 2020 року AppGallery налічує 430 локальних українських додатків.
Найпопулярнішими з них станом на жовтень 2020 року є наступні додатки:
- Дія
- Нова пошта
- Monobank
- Portmone
- Megogo
- Приват 24
- Rozetka
- EasyWay
- ПУМБ Online
- Ашан
- АТБ
- Pride (WOG)
- Ощад 24/7
- RainViewer
- Lanet.tv
- Divan.tv
- Sweet.tv
- Opti Taxi
- Raiffeisen Online
- EasyPay
- Better Me: Home Workout and Diet
- Wormate.io
- Orbia
- Scatter Slots
- Yovo Games (33 гри)

## Глобальні
Bolt, TomTom Go, Moovit, Here We Go, Deezer, World of Tanks Blitz, Asphalt 9, Lords Mobile, Booking, SkyScanner, AliExpress, Zoom, Viber, Telegram тощо.